# Josef Oberegger
Josef Oberegger (* 23. Jänner 1896 in Leoben, Steiermark; † 9. Oktober 1969 in Wien) war ein österreichischer Hütteningenieur und Politiker.

## Leben
Oberegger rückte im Ersten Weltkrieg 1915 freiwillig zum Infanterieregiment König Albert I. Nr. 27 ein, er wurde Oberleutnant der Reserve.
Josef Oberegger studierte an der Montanuniversität Leoben und wurde 1919 Mitglied des Corps Schacht. Ebenfalls 1919 beteiligte er sich als Zugskommandant des Leobner Studentenbataillons am Kärntner Abwehrkampf.
Von 1922 bis 1938 war er bei der Österreichisch-Alpinen Montangesellschaft (ÖAMG) tätig, zunächst als Hütteningenieur und Betriebsassistent in der Hütte Donawitz, 1926–1934 als Betriebsleiter des Hochofenbetriebs.
Im Jahr 1927 gehörte er zu den Gründern des Heimatschutzes in der Obersteiermark, 1928 war er Mitbegründer und erster Obmannstellvertreter der Unabhängigen Gewerkschaften. Er arbeitete in der kurzlebigen „Heimatblock-Zentrale“ mit, von 1932 bis 1934 war er führend im Heimatblock tätig. Für die Bundesführung der Heimwehr war er wirtschaftspolitischer Berater. Wenige Tage (28. April 1934 bis 2. Mai 1934) war er Abgeordneter zum Nationalrat. Ebenfalls 1934 war er Regierungskommissär für die ÖAMG, 1935 Vorstandsmitglied der ÖAMG. Von 1936 bis 1938 war er Mitglied des Bundeswirtschaftsrates.
Nach dem Anschluss Österreichs 1938 wurde er aus der ÖAMG entlassen und in den KZ Dachau und Buchenwald interniert.
Von 1941 bis 1945 war er Direktor einer Seifenfabrik in Klagenfurt. 1944 war er vorübergehend in Gestapohaft.
Ab 1945 war er öffentlicher Verwalter der ÖAMG, von 1959 bis 1964 Generaldirektor, dann im Aufsichtsrat. Daneben war er auch noch im Aufsichtsrat der Kohlenholding und Vorsteher des Fachverbands der Bergwerke und der eisenerzeugenden Industrie.

## Auszeichnungen
- Dr. mont. h. c.
- Bergrat h. c.
- Großes Silbernes Ehrenzeichen für Verdienste um die Republik Österreich (1955)[4]